# Epidesma inornata
Epidesma inornata är en fjärilsart som beskrevs av Walker 1856. Epidesma inornata ingår i släktet Epidesma och familjen björnspinnare. Inga underarter finns listade i Catalogue of Life.